# Вовчинська волость
Вовчинська волость — адміністративно-територіальна одиниця Берестейського повіту Гродненської губернії Російської імперії. Волосний центр — село Вовчин.
На 1885 р. у волості налічувалось 39 сіл (об'єднаних у 28 громад), 860 дворів, 3 501 чоловік і 3 700 жінок, 15 817 десятин землі (10 921 десятина орної).
За Берестейським миром, підписаним 9 лютого 1918 року територія волості ввійшла до складу Української Народної Республіки.

## У складі Польщі
Після окупації в лютому 1919 р. поляками Полісся волость назвали ґміна Волчин, входила до Берестейського повіту Поліського воєводства Польської республіки. Центром ґміни було село Вовчин.
За переписом 1921 року в 33 поселеннях ґміни налічувалось 948 будинків і 4793 мешканці (460 римокатоликів, 4098 православних, 10 юдеїв і 4 атеїсти).
Волость (ґміна) ліквідована 15 січня 1940 року через утворення Високівського району.